# KDevelop
KDevelop är en integrerad utvecklingsmiljö för KDE, och fungerar därmed på de flesta Unix-varianter. KDevelop-projektet startades 1998 med målet att utveckla en lättanvänd, integrerad och grafisk utvecklingsmiljö för ett flertal programspråk. KDevelop är utvecklat med hjälp av Qt som utvecklas av Nokia (ursprungligen av Trolltech) och distribueras som öppen källkod. KDevelop är fritt att ladda ner från Internet.
KDevelop innehåller ingen egen kompilator, utan utnyttjar systemets egna - som exempelvis gcc.

## Programspråk som stöds
- Ada
- Bash
- C
- C++
- Fortran
- Haskell
- Java
- Pascal
- Perl
- PHP
- Python
- Ruby
- SQL